# Classification de la National Library of Medicine

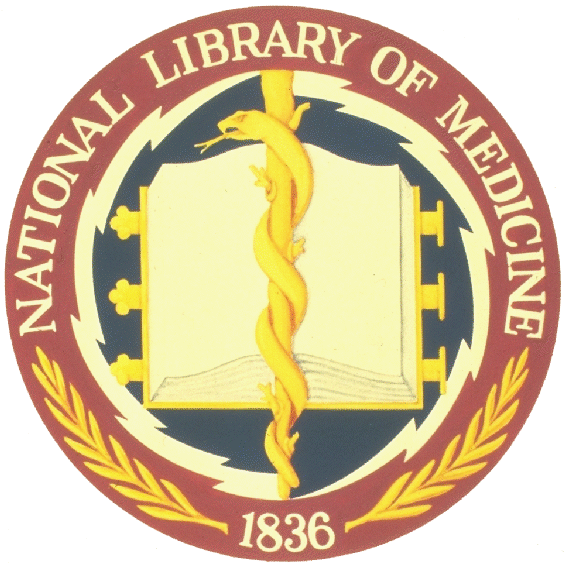
Sceau de la National library of medicine

Le système de classification de la National Library of Medicine est un système d'indexation des bibliothèques couvrant les domaines de la médecine et des sciences fondamentales pré-cliniques. Cette classification a été mise au point et est utilisée par la United States National Library of Medicine (NLM, Bibliothèque américaine de médecine). Elle est inspirée du système de classification de la Bibliothèque du Congrès (LC) : des lettres de l'alphabet désignent les grandes catégories de sujets subdivisées par des nombres. Par exemple, QW 279 indiquerait un livre sur un aspect de la microbiologie ou de l'immunologie. Cette classification est utilisée par la plupart des bibliothèques médicales, comme les bibliothèques universitaires françaises.
Les codes alphabétiques à une ou deux lettres de la classification NLM utilisent une plage de lettres limitée : uniquement QS – QZ et W – WZ. Cela permet à la classification NLM de coexister avec le schéma de codage LC plus large, aucune de ces plages n'étant utilisée dans la classification LC. Il existe cependant trois codes préexistants dans la classification LC qui se chevauchent avec la classification NLM : l'anatomie humaine (QM), la microbiologie (QR) et la médecine (R). Pour éviter toute confusion supplémentaire, ces trois codes ne sont pas utilisés dans la classification NLM.
Les titres des sections individuelles (lettres ou paires de lettres) sont résumés (par exemple, QW - Microbiologie et immunologie ; WG - Système cardiovasculaire) et, ensemble, ils donnent un aperçu des sujets couverts par la classification NLM. Les titres sont interprétés de manière large et incluent le système physiologique, les spécialités qui y sont liées, les régions du corps principalement concernées et les domaines connexes subordonnés. La classification NLM est hiérarchique et, dans chaque section, la division par organe est généralement prioritaire. Chaque section principale, ainsi que certaines sous-sections, commence par un groupe de numéros, généralement compris entre 1 et 49, permettant de classer les documents par type de publication (dictionnaires, atlas, manuels de laboratoire, etc.).
Les sections principales QS-QZ, W-WY et WZ (à l'exclusion de la gamme WZ 220–270) classifient les œuvres publiées après 1913. La section du XIXe siècle est utilisée pour les œuvres publiées entre 1801 et 1913. La section WZ 220-270 est utilisée pour fournir des regroupements par siècle pour les travaux publiés avant 1801.

## Vue d'ensemble des catégories de la classification NLM
Sciences pré-cliniques
- QS Anatomie humaine
- QT Physiologie
- QU Biochimie
- QV Pharmacologie
- QW Microbiologie et immunologie
- QX Parasitologie
- QY Pathologie clinique
- QZ Pathologie

Médecine et sujets connexes
- W Professions de la santé
- WA Santé publique
- WB Pratique de la médecine
- WC Maladies transmissibles
- WD Troubles d'origine systémique, métabolique, ou environnemental, etc.
- WE Système musculo-squelettique
- WF Système respiratoire
- WG Système cardio-vasculaire
- WH Système hémique et lymphatique
- WI Système Digestif
- WJ Appareil génito-urinaire
- WK Système endocrinien
- WL Système nerveux
- WM Psychiatrie
- WN Radiologie. imagerie diagnostique
- WO Chirurgie
- WP Gynécologie
- WQ Obstétrique
- WR Dermatologie
- WS Pédiatrie
- WT Gériatrie. Maladie chronique
- WU Dentisterie. Chirurgie orale
- WV Oto-rhino-laryngologie
- WW Ophtalmologie
- WX Hôpitaux et autres établissements de santé
- WY Soins infirmiers
- WZ Histoire de la médecine
- XIXe siècle